# Žabljak
Žabljak je město ležící na severu Černé Hory. Žijí v něm necelé 2000 obyvatel.
Město je situováno uprostřed náhorní plošiny pohoří Durmitor, které je přírodní památkou UNESCO a národním parkem. Jeho střed se nachází v nadmořské výšce kolem 1450 m n. m.

## Historie
Historicky první jméno dali okolí současného města Slované. Díky blízkému zdroji pitné vody se oblast jmenovala Varezina voda (Варезина вода). Později bylo město přejmenováno na Hanovi. Současné jméno pochází z roku 1870, kdy zde byla postavena škola, kostel a kapitánský domek.
Během Balkánských válek byla většina původních staveb zničena. K jedné z mála dochovaných staveb patří například kostel sv. Preobraženje z roku 1862, postavený jako památka na počest vítězství Černohorského knížectví nad Osmanskou říší. Později zde bylo zřízeno město Žabljak s obchody, kavárnami apod. V roce 1880 se stal Žabljak obchodním městem a sídlem stejnojmenné opštiny.

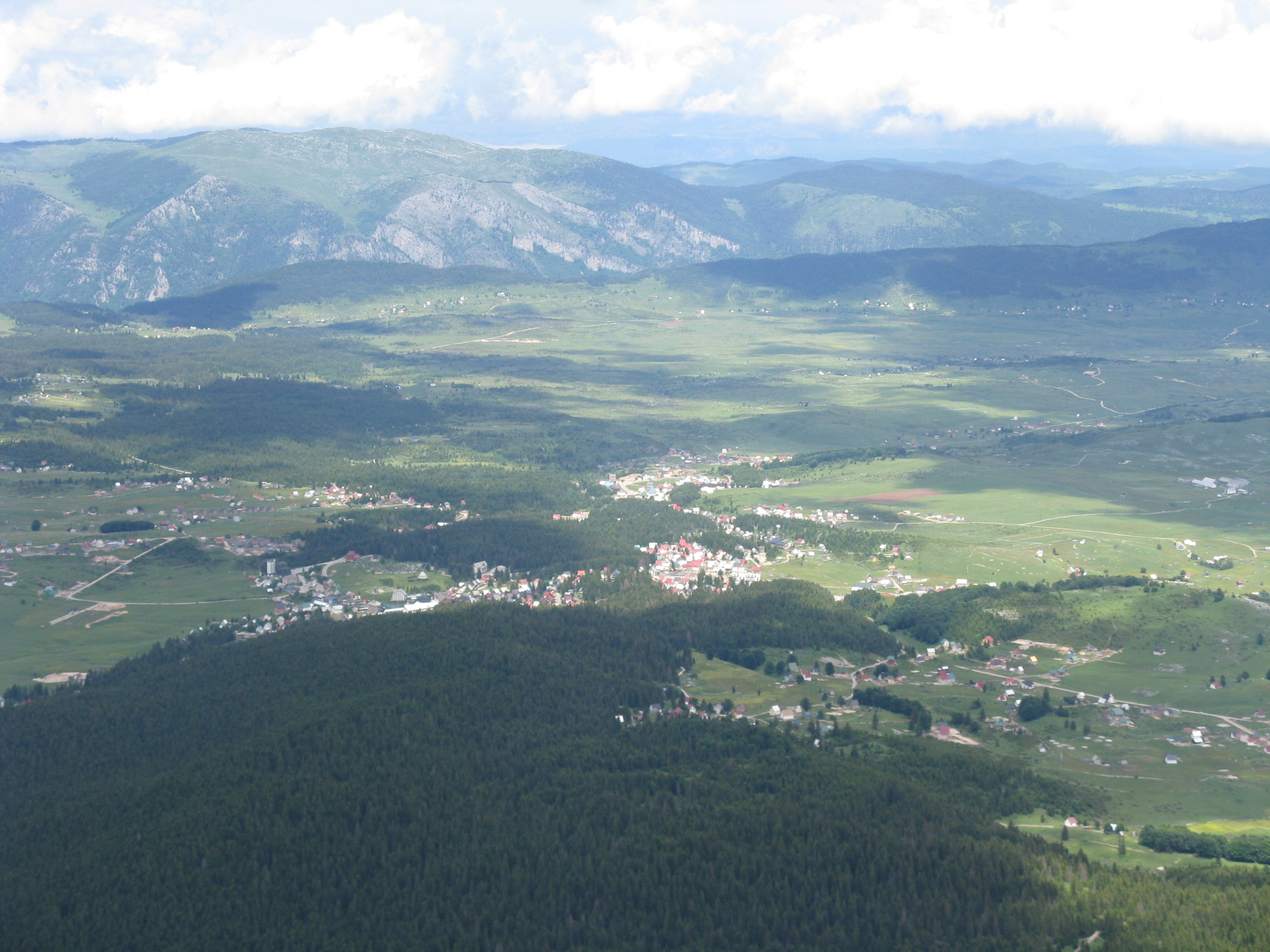
Pohled na město a okolí z vrcholu Savin kuk

Před první světovou válkou byl Žabljak typickým horským městečkem. Díky typické architektuře a kráse okolní přírody se místo stalo významným centrem pro turisty nejen z Jugoslávského království, ale také třeba z Itálie (díky úzkým vazbám mezi Itálií a Černou Horou).
Během druhé světové války bylo město vypáleno, avšak hned po válce bylo znovu vystavěno a stalo se černohorským centrem zimních sportů.

## Obyvatelstvo

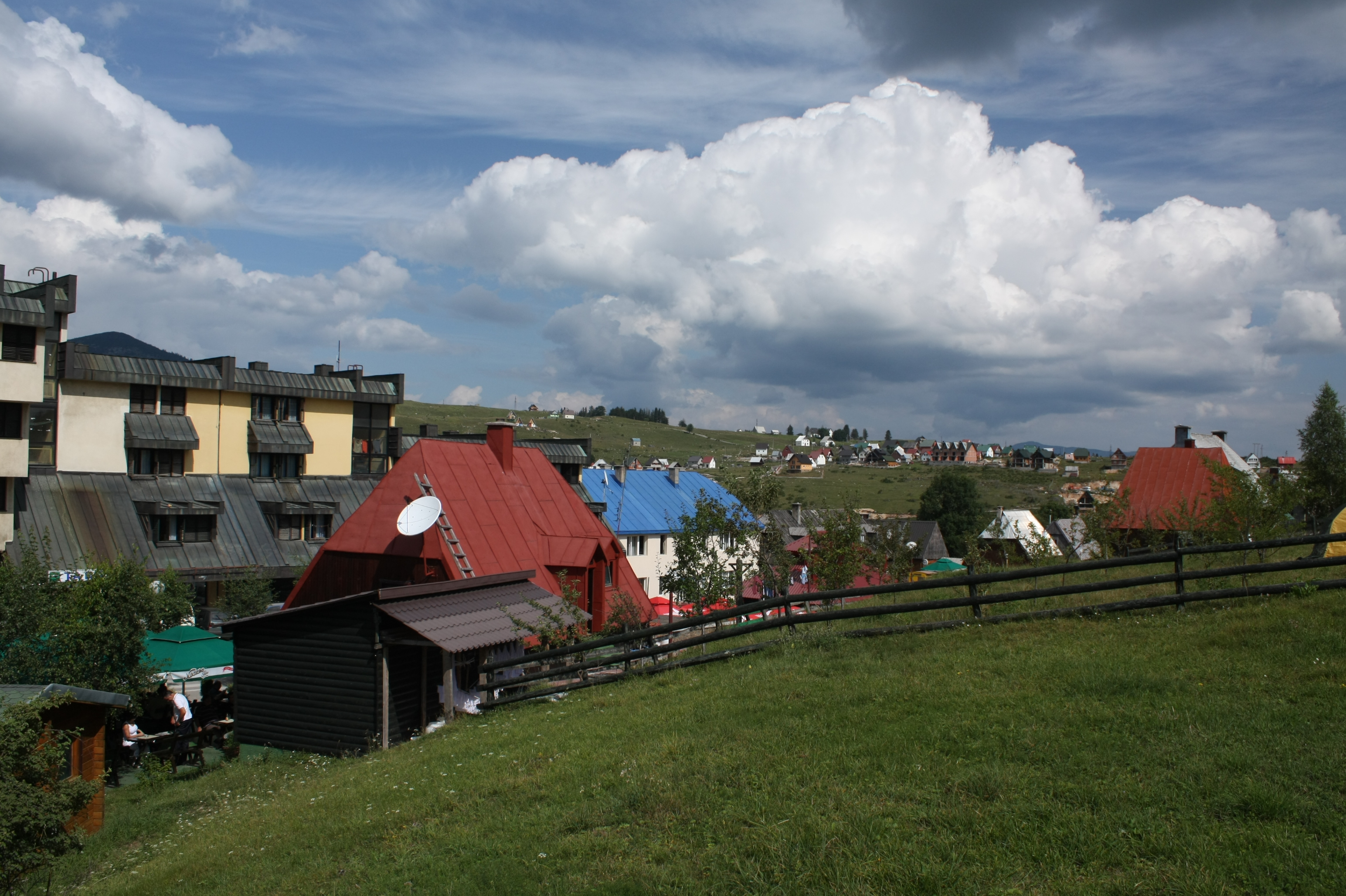
Příroda v okolí města

Žabljak je administrativním centrem stejnojmenné opštiny, která má 4 204 obyvatel. Samotné město má 1 937 obyvatel a je to největší sídlo v opštině.
Obyvatelstvo města Žabljak
- 3. března 1981 – 1379
- 3. března 1991 – 1853
- 1. listopadu 2003 –1937

Etnické složení (sčítání lidu 1991)
- Černohorci – 91, 07 %
- Srbové – 7, 33 %

Etnické složení (sčítání lidu 2003)
- Srbové – 50, 26 %
- Černohorci – 43, 03 %

## Turistika

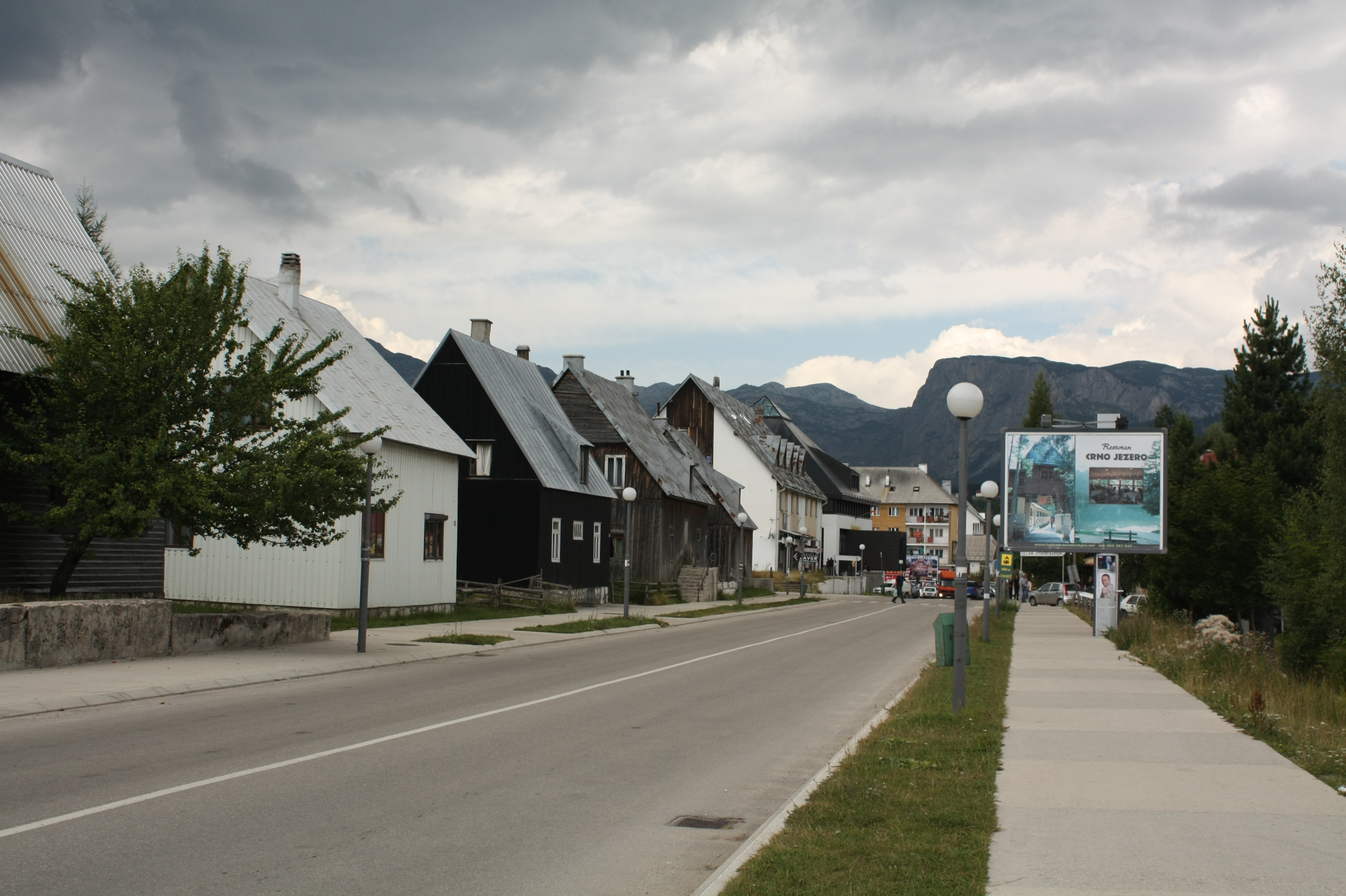
Ulice v centru města

Město je významným turistickým centrem, a to hlavně v oblasti letních a zimních sportů. Nejlepšími sportovními aktivitami v okolí jsou lyžování, snowboarding, rafting, horolezectví nebo pěší turistika. V okolním horském masivu Durmitor je mj. 18 ledovcových jezer, nejznámějším je Crno jezero nedaleko města.

## Doprava
Hlavním problémem Žabljaku je špatná dopravní infrastruktura, která ale v posledních letech prochází mnoha rekonstrukcemi (přibývají nové silnice, i díky fondům rozvoje EU). Hlavní spojení je přes silnici E65, která spojuje Žabljak s Podgoricou.
Město má své vlastní letiště, které je ovšem používáno jen pro modelářské a zřídka také kaskadérské kluby. Nejbližší užívané letiště je mezinárodní letiště Golubovci v Podgorice vzdálené 170 km, ze kterého lítají pravidelné linky nejen do Evropy.